# Bugs Bunny am Hofe König Arthurs
Bugs Bunny am Hofe König Arthurs (Originaltitel: A Connecticut Rabbit in King Arthur’s Court) ist ein US-amerikanisches Zeichentrick-Fernsehspecial von Chuck Jones aus dem Jahr 1978, das sich an Mark Twains satirischen Science-Fiction-Roman Ein Yankee am Hofe des Königs Artus anlehnt.
Der Film zeigt, im Gegensatz zu zahlreichen anderen Kompilations-Fernsehspecials der Looney-Tunes-Produktionen, völlig neues Bildmaterial, das nicht aus älteren Kurzfilmen stammt. Zu sehen sind Bugs Bunny, Elmer Fudd als drachenjagender Ritter, Daffy Duck als König Arthur, Yosemite Sam als Merlin und Schweinchen Dick als Knappe. Der Film wurde im Englischen für spätere Wiederholungen in Bugs Bunny in King Arthur’s Court umbenannt. Im Deutschen erschien er auf dem Fernsehsender Boomerang auch unter dem Titel Bugs Bunny in König Arthurs Hof.

## Handlung
Sich eigentlich auf dem Weg nach Georgia befindend, begibt sich Bugs Bunny versehentlich auf eine Zeitreise in die mittelalterliche Welt des König Arthurs. Sofort muss er reißaus vor einem feuerspeienden Drachen nehmen und sich anschließend mit dem Ritter Sir Elmer Fudd auseinandersetzen, der den Hasen für sein gejagtes Ungetüm hält. Als Gefangener Sir Elmer Fudds wird Bugs Bunny nach Camelot an den Hof von König Arthur (Daffy Duck) gebracht, wo er auf einem Scheiterhaufen verbrannt werden soll. Er nutzt jedoch sein Wissen aus der Zukunft über das Eintreten einer Sonnenfinsternis, indem er den Bewohnern von Camelot weis macht, dass er die Sonne ausblasen würde, sollten sie weiter an ihren Plan ihn zu verbrennen festhalten. Als sich der Himmel verdunkelt, schenken ihm die verängstigten Anwesenden Glauben und so bleibt Bugs Bunny, wieder in die Freiheit entlassen, von diesem feurigen Schicksal verschont.
Zwei Jahre später hat sich Bugs Bunny eine Rüstungsfabrik namens ACME aufgebaut, die Rüstungen für von Rittern bedrohte Tierarten schmiedet. Als der feuerspeiende Drache im Jahre 528 von Sir Elmer Fudd verletzt wird, kommt es zu einem Zweikampf zwischen dem Hasen und dem Ritter, in dessen Verlauf einzig Sir Elmer Fudd und der ihm zur Seite stehende garstige Merlin (Yosemite Sam) leidtragend sind. Schließlich entdeckt Bugs Bunny ein Schwert, das in einem Stein steckt. Als er es herauszieht, findet die Auseinandersetzung ein sofortiges Ende und er wird von den Einwohnern des Landes zum neuen König gekrönt.

## Hintergrund
Bugs Bunny am Hofe König Arthurs wurde von Chuck Jones Enterprises und Warner Bros. Television produziert. Der Film wurde erstmals am 23. Februar 1978 auf CBS ausgestrahlt. In Deutschland wurde er auch als Teil der ZDF-Fernsehserie Mein Name ist Hase veröffentlicht. Im englischsprachigen Original wurden alle Charaktere von Mel Blanc gesprochen. Im Deutschen wurden Bugs Bunny von Gerd Vespermann, Daffy Duck von Dieter Kursawe, Yosemite Sam von Walter Reichelt und Schweinchen Dick von Fred Maire synchronisiert.

## Trivia
- In einer Szene in der Rüstungsfabrik wird ein Rüstungsmodell für Tweety gezeigt.
- Die ACME ist in diesem Film eine Fabrik von Bugs Bunny, die in der deutschen Fassung als „amerikanisch-chinesisch-mitteleuropäische Rüstungsschmiede“ bezeichnet wird.
- Die englischsprachige Originalfassung des Films ist 2008 als Teil der DVD-Box Looney Tunes Golden Collection – Vol. 6 erschienen.